# Kamil Ibraghimov (scrimer)
Kamil Ibraghimov (în rusă Камиль Анварович Ибрагимов; n. 13 august 1993, Moscova) este un scrimer rus specializat pe sabie. A fost campion mondial de juniori în 2013 și campion mondial pe echipe în același an, iar vicecampion european pe echipe în 2014 și laureat cu bronz continental la individual în același an. A ajuns pe locul 8 în clasamentul mondial FIE la sfârșitul sezonului 2014-2015, cel mai bun din carieră.
Este fiul floretistelor Anvar Ibraghimov și Olga Veliciko.

## Palmares
Clasamentul la Cupa Mondială
| An  | 2010 | 2011 | 2012 | 2013 | 2014 | 2015 |
| --- | ---- | ---- | ---- | ---- | ---- | ---- |
| Loc | 213  | 172  | 81   | 15   | 15   | 8    |

## Legături externe
- Kamil Ibragimov - Epic Sabre Compilation pe YouTube de Sydney Sabre Centre
- en Kamil Ibraghimov la Olympedia.org